# Christine Oesterlein
Christine Oesterlein (* 20. Februar 1924 in Nürnberg; † 26. April 2017) war eine deutsche Schauspielerin, die in zahlreichen Hörspielen und Filmen mitgewirkt hat.

## Leben
Christine Oesterlein absolvierte ihre Schauspielausbildung bei Herbert Kroll in München. Außerdem erhielt sie Tanz- und Sprechunterricht. Ihr Theaterdebüt gab sie 1948 in Straubing. Bis Ende der 1950er Jahre spielte sie am Theater der Jugend, am Residenztheater und an den Münchner Kammerspielen. 1958 bis 1968 war sie als Filmschauspielerin tätig und arbeitete unter anderem mit Rainer Werner Fassbinder zusammen.
1968 zog Christine Oesterlein nach Berlin, wo sie von 1972 bis 1991 festes Mitglied an der Berliner Schaubühne war. Dort wirkte sie in Inszenierungen von Peter Stein, Botho Strauß, Klaus Michael Grüber und Robert Wilson mit.
Sie war Sprecherin bei zahlreichen Hörspielen und politischen und literarischen Lesungen.
1992 und 1993 trat sie bei den Salzburger Festspielen auf.
Am 26. April 2017 verstarb Oesterlein im Alter von 93 Jahren und wurde auf dem Berliner Friedhof Heerstraße beigesetzt.

## Filmografie (Auswahl)
- 1962: Wer einmal aus dem Blechnapf frißt (Fernsehminiserie)
- 1964: Teufelsspur
- 1964: Der gelbe Pullover
- 1965: Das Kriminalmuseum (Fernsehserie, Folge Der Ring)
- 1965: Nachtfahrt
- 1965: Der Sündenbock
- 1968: Die seltsamen Methoden des Franz Josef Wanninger (Fernsehserie, Folge Süßigkeiten)
- 1969: Ende eines Leichtgewichts
- 1970: Meine Tochter – Unser Fräulein Doktor (Fernsehserie, 13 Folgen)
- 1971: Die Münchner Räterepublik
- 1972: Acht Stunden sind kein Tag (Fernsehminiserie)
- 1979: Winterreise im Olympiastadion
- 1991: Bis ans Ende der Welt
- 1996: Die Putzfraueninsel
- 1998: Bin ich schön?
- 2001: Johann Wolfgang von Goethe: Faust I und Faust II (Fernsehfilm)
- 2003: Die Farbe der Seele
- 2008: Geliebte Clara

## Hörspiele
- 1992: Stephan Reimertz: Ariadne klagt. Sender Freies Berlin, 11. Juli 1992. (Ariadne: Christine Oesterlein. Regie: der Autor)
- 1996: Alfred Marquart: Sherlock Holmes und die Whitechapel-Morde (Königin) – Regie: Patrick Blank (Hörspiel – SWF)
- 1996: Karl Kirsch: Arthur (Schwester) – Regie: Albrecht Surkau (Kriminalhörspiel – DLR)
- 2004: Karin Fossum: Dunkler Schlaf – Regie: Götz Naleppa (Kriminalhörspiel – DLR)
- 2005: Tankred Dorst: Parzivals Weg – Ein Fragment; Regie: Beate Andres (Hörspiel – DKultur)
- 2009: Johan Theorin: Öland – Regie: Götz Naleppa (Hörspiel – DKultur)
- 2010: Laila Stieler: Ick bin nu mal Friseuse (Frau Peters) – Bearbeitung und Regie: Judith Lorentz (Hörspiel – RBB)
- 2015: Ethel Lina White: Die Wendeltreppe – Bearbeitung und Regie: Regine Ahrem (Kriminalhörspiel Kunstkopf – RBB)